# Коронавірусна хвороба 2019 у Судані
Коронаві́русна хворо́ба 2019 у Судані — розповсюдження пандемії коронавірусу територією Судану.
Перший випадок появи коронавірусної хвороби було виявлено на території Судану 13 березня 2020 року.
Станом на 24 березня 2020 року, було виявлено 2 інфікованих, з котрих одна людима померла.

## Хронологія
13 березня 2020 року у Судані повідомили про перший випадок виявлення коронавірусу у Хартумі. Інфікованим був 50-річний чоловік, громадянин Судану, котрий помер 12 березня 2020 року та відвідав Об'єднані Арабські Емірати у перший тиждень березня. Також було повідомлено про низку заходів для запобігання розповсюдженню коронавірусу.. Судан закрив свій сухопутний кордон з Єгиптом і припинив авіарейси до: Китаю, Ірану, Італії, Іспанії, Японії та Єгипту. Також Судан припинив видавати візи громадянам цих країн, а суданцям рекомендувалося не їздити до них.